# Brevet till kungen (TV-serie)
Brevet till kungen (engelska: The Letter For The King) är en brittisk drama-, fantasy- och äventyrsserie från 2020 med svensk premiär på Netflix den 20 mars 2020. Första säsongen består av sex avsnitt. Serien som är regisserad av Alex Holmes, Charles Martin och Felix Thompson är baserad på boken Brevet till kungen (nederländska: De brief voor de koning) från 1962, skriven av Tonke Dragt.

## Handling
Serien handlar om den sextonårige och blivande riddaren Tiuri som ger sig ut på ett uppdrag att leverera ett hemligt brev till kungen på andra sidan de stora bergen.

## Rollista (i urval)
- Amir Wilson - Tiuri
- Gijs Blom - prins Viridian
- Ruby Ashbourne Serkis - Lavinia
- Nathanael Saleh - Piak
- Thaddea Graham - Iona
- Jonah Lees - Jussipo
- Jakob Oftebro - kronprins Iridium